# 毛环水竹
毛环水竹（学名：Phyllostachys aurita）为禾本科刚竹属下的一个种。